# Constantà
El constantà és un aliatge d'un 55% de coure, Cu, i un 45% de níquel, Ni, d'una gran resistivitat elèctrica, 4,9·10-7 Ω·m, i baix coeficient de temperatura, que el fa útil per a construir resistències elèctriques. La unió amb el platí, Pt, permet de fer termopars. També s'empra per a encunyar monedes.

## Aliatge constantà
De tots els aliatges moderns de mesura de deformació, el constantà és el més antic, i segueix sent el més àmpliament utilitzat. Aquesta situació reflecteix el fet que constantà té la millor combinació global de propietats necessàries per a moltes aplicacions de mesura de deformació. Aquest aliatge té, per exemple, una sensibilitat adequada d'alta tensió, o factor de galga, que és relativament insensible al nivell de deformació i temperatura. La seva resistivitat és prou alta per aconseguir valors de resistència adequats, fins i tot en molt petites xarxes, i el seu coeficient de temperatura de resistència no és excessiva. A més, el constantà es caracteritza per una bona resistència a la fatiga i capacitat relativament alta elongació. No obstant això, el constantà tendeix a exhibir una deriva contínua a temperatures superiors a 65 °C (150 °F), i aquesta característica s'hauria de tenir en compte a l'hora de 0 estabilitat del calibrador de tensió és crítica durant un període d'hores o dies. El constantà també s'utilitza per a la calefacció de resistivitat elèctrica.

## Aliatge A
Molt important, constantà pot processar per a la compensació d'auto-temperatura perquè coincideixi amb una àmplia gamma de coeficients del material d'assaig d'expansió tèrmica. Un aliatge es subministra en (STC) números 00, 03, 05, 06, 09, 13, 15, 18, 30, 40 i 50 d'auto-compensació de temperatura, per al seu ús en materials de prova amb els corresponents coeficients d'expansió tèrmica, expressada en parts per milió en longitud (o m / m) per kelvin o grau Celsius o graus Fahrenheit.

## Aliatge P
Per al mesurament de deformacions molt grans, 5% (50 000 microesfuerzos) o per sobre, el constantà recuit (P aliatge) és el material de la reixeta normalment seleccionat. El constantà en aquesta forma és molt dúctil, i, en longituds calibre 0.125 a (3 mm) i més llarg, pot ser filtrada a> 20%. Cal tenir present, però, que en virtut dels ceps cíclics alts l'aliatge P exhibirà un canvi de resistivitat permanent amb cada cicle, i causar un canvi corresponent zero en el mesurador de tensió. A causa d'aquesta característica, i la tendència de fallada de la xarxa prematura amb esforç repetit, l'aliatge de P no es recomana normalment per a les aplicacions de la tensió cíclica. L'aliatge P està disponible amb números de STC de 08 i 40 per al seu ús en metalls i plàstics, respectivament.

## Propietats[2]
| Resistivitat                      | {\displaystyle 4.9*10^{-7}\left(\Omega \cdot \mathrm {m} \right)} |
| Coeficient de temperatura a 20 °C | 0,00001                                                           |
| Densitat                          | {\displaystyle 8,8\left({\frac {g}{cm^{3}}}\right)}               |
| Calor específica                  | {\displaystyle 0,41\left({\frac {kJ}{kg\cdot K}}\right)}          |
| Coeficient de dilatació lineal    | 0,000015 / K                                                      |
| Punt de fusió                     | 1225-1300 °C                                                      |